# Агустін Альмендра
Агустін Альмендра (ісп. Agustín Almendra; нар. 11 лютого 2000) — аргентинський футболіст, півзахисник клубу «Бока Хуніорс».

## Клубна кар'єра
Народився 11 лютого 2000 року. Вихованець футбольної школи клубу «Бока Хуніорс». 16 квітня 2018 року в матчі проти «Індепендьєнте» він дебютував у аргентинській Прімері.

## Виступи за збірну
У 2017 році Альмендра у складі юнацької збірної Аргентини взяв участь в юнацькому чемпіонаті Південної Америки в Чилі. На турнірі він зіграв в чотирьох матчах.
У 2019 році був викликаний до складу молодіжної збірної Аргентини до 20 років на молодіжний чемпіонат Південної Америки у Чилі. Там Альмендра був капітаном команди і допоміг своїй збірній посісти друге місце. Цей результат дозволив команді кваліфікуватись на молодіжний чемпіонат світу 2019 року, куди поїхав і Агустін.

## Титули і досягнення
- Чемпіон Аргентини (3):

«Бока Хуніорс»: 2017-18, 2019-20, 2022
- Володар Суперкубка Аргентини (1):

«Бока Хуніорс»: 2018
- Володар Кубка Аргентини (1):

«Бока Хуніорс»: 2020-21
- Володар Південноамериканського кубка (1):

«Расінг»: 2024
- Переможець Рекопи Південної Америки (1):

«Расінг»: 2025

## Статистика виступів

### Статистика клубних виступів
| Сезон             | Команда           | Чемпіонат         | Чемпіонат | Чемпіонат | Національний кубок | Національний кубок | Національний кубок | Континентальні кубки | Континентальні кубки | Континентальні кубки | Інші змагання | Інші змагання | Інші змагання | Усього | Усього | Усього |
| Сезон             | Команда           | Ліга              | Ігор      | Голів     | Ліга               | Ігор               | Голів              | Ліга                 | Ігор                 | Голів                | Ліга          | Ігор          | Голів         | Ігор   | Голів  |        |
| ----------------- | ----------------- | ----------------- | --------- | --------- | ------------------ | ------------------ | ------------------ | -------------------- | -------------------- | -------------------- | ------------- | ------------- | ------------- | ------ | ------ | ------ |
| 2017–18           | «Бока Хуніорс»    | ПД                | 3         | 0         | КА                 | 1                  | 0                  | КЛ                   | 1                    | 0                    |               | -             | -             | 5      | 0      |        |
| 2018–19           | «Бока Хуніорс»    | ПД                | 15        | 1         | КА+КСЛ             | 1+2                | 0                  | КЛ                   | 4                    | 0                    | СА            | 0             | 0             | 22     | 1      |        |
| Усього за кар'єру | Усього за кар'єру | Усього за кар'єру | 18        | 1         |                    | 4                  | 0                  |                      | 5                    | 0                    |               | 0             | 0             | 27     | 1      |        |